# 統計學應用領域列表
統計學是在資料分析的基礎上，研究如何測定、收集、整理、歸納和分析反映數據資料。一些專業已經發展到能將統計方法應用要多種學科的階段。某些主題的名稱有「統計」的字眼，但他們只是與機率分佈的計算相關，而不是統計分析。
- 精算學
- 航天統計學
- 生物統計學
- 企業分析
- 化學計量學
- 人口學
- 計量經濟學
- 環境統計學
- 流行病學
- 地球統計學
- 機器學習
- 運籌學
- 種群生態學
- 心理統計學
- 品質管制
- 計量心理學
- 可靠度
- 統計金融
- 統計力學
- 統計物理學
- 統計訊號處理
- 統計熱力學